# 21e groupe antillais de défense contre avions
Le 21e groupe antillais de défense contre avions est une unité militaire française créée durant la Seconde Guerre mondiale et intégrée au sein de la 1re division française libre des Forces françaises libres du général de Gaulle.

## Histoire
Le 1er octobre 1942, le Bataillon des Antilles a été créé à la Dominique (Antilles anglaises) avec environ 500 volontaires encadrés par quelques gradés français, évadés des Antilles ou recrutés dans divers pays du continent américain. Le 13 septembre 1943, l’unité fut rebaptisée Bataillon de marche des Antilles no 1 (BMA1). Elle arrive à Casablanca le 12 octobre 1943. Elle participe à la Campagne d’Italie puis à la Campagne de France. Par suite du rapatriement du personnel antillais, le Groupe est devenu le 21e Groupe Colonial de DCA, le 1er octobre 1945 avant d'être dissous en 1946.

Le Groupe Antillais a reçu la Croix de guerre 1939-1945. Une citation à l’Ordre de la Division lui a été décernée.